# Автошлях E68
E68, Європейський маршрут E68 — європейський автошлях, що бере свій початок в угорському місті Сегед і закінчується в румунському місті Брашов. Загальна довжина — 529 кілометрів, в Угорщині 52 кілометри, а в Румунії 477 кілометрів.

## Маршрут автошляху
Шлях проходить через такі міста:
- Угорщина: Сегед—Мако
- Румунія: Недлак—Печика—Арад—Ліпова—Дева—Сімерія—Орештіє—Себеш—Сібіу—Шелімбер—Фегераш—Брашов

Автошлях E68 проходить територією Угорщини та Румунії.